# 大血管転位
大血管転位（だいけっかんてんい、英語: Transposition of the great arteries, TGA）とは先天性心疾患の一つ。

## 病態・疫学
心房と心室の間の関係は正常に保たれているが、肺動脈が左心室に、大動脈が右心室につながってしまう疾患である。1797年にスコットランドの病理医マシュー・ベイリーによって初めて報告された。
以下の二つの大別される。
- 修正大血管転位（congenitally corrected TGA） または 左旋性大血管転位（l-TGA）
- 完全大血管転位 （complete TGA）または 右旋性大血管転位（d-TGA）